# 乌拉圭内战

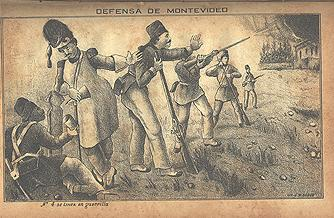
乌拉圭内战

乌拉圭内战（西班牙語：Guerra Grande）是1839年至1851年期間乌拉圭境內爆發的武裝衝突。衝突雙方為弗鲁克图奥索·里维拉和曼努埃尔·奥里韦，他們各自組建了政黨，分別為红党和民族党。1839年，阿根廷的胡安·曼努埃尔·德罗萨斯支持民族党對抗红党政府，乌拉圭内战爆发。1839年至1842年期間，冲突主要发生在阿根廷境内。英、法两国擔心阿根廷吞并乌拉圭，並于1848年共同派舰队封锁布宜诺斯艾利斯，阿根廷军队於是撤出了乌拉圭。1851年，巴西军队幫助紅黨軍隊，並与红党军队击溃民族黨主力。最終红党勝利。 殘餘的軍事行動一直持續至1904年。